# Leptogorgia angolana
Leptogorgia angolana är en korallart som beskrevs av Manfred Grasshoff 1992. Leptogorgia angolana ingår i släktet Leptogorgia och familjen Gorgoniidae. Inga underarter finns listade i Catalogue of Life.